# Arnaud Desjardins
Pour les articles homonymes, voir Desjardins.
Arnaud Desjardins, né le 18 juin 1925 à Paris et mort le 10 août 2011 à La Tronche, est un ancien réalisateur de télévision français devenu enseignant spirituel. Il offrit pour la première fois aux Occidentaux, sur les chaînes de l’ORTF, des documentaires tournés auprès du Dalaï-lama en Inde et du maître zen Taisen Deshimaru au Japon mais également des films sur les ashrams hindous, le tantrisme et le soufisme qui l’aidèrent en outre à trouver sa propre voie.
Après avoir rencontré son maître spirituel, Swami Prajnanpad, et étudié auprès de lui, il fonde en 1974, sur la suggestion de ce dernier, un premier ashram en France qui, par la suite, s’implantera en Ardèche en 1995 sous le nom de Hauteville et qui accueille depuis lors des hommes et des femmes de toutes confessions en quête de recherche intérieure.
Particulièrement connu pour ses écrits sur les traditions spirituelles orientales, il a développé et enseigné une spiritualité laïque proposant une synthèse des doctrines traditionnelles et des découvertes de la psychologie moderne.
| Image externe |                              |
|               | Portrait d'Arnaud Desjardins |

## Spiritualité
La spiritualité qu’Arnaud Desjardins a développée et transmise dans ses livres et enseignée dans ses lieux d’accueil se veut laïque. Elle est néanmoins constituée d’une synthèse de diverses spiritualités et religions qui intègre des éléments de psychanalyse tout en puisant principalement dans la philosophie indienne, notamment l'advaita vedanta. Mais c'est surtout l'Adhyatma yoga de Swami Prajnanpad qui a influencé sa pensée.
Axée sur la non-dualité, cette spiritualité vise à se libérer de l’ego pour atteindre la « libération » ou moksha, soit un état de paix dû à l'absence d'agitation du mental.

## Biographie

### Famille
Fils de Jacques Guérin-Desjardins (en) (originaire de Normandie) et d’Antoinette Nègre (originaire de Nîmes), protestants engagés, il est l’aîné de trois enfants (un frère et une sœur). Son père, lieutenant à Verdun, croix de guerre avec citations, Légion d’honneur pour faits de guerre durant la Première Guerre mondiale, capitaine en 1940 et à nouveau croix de guerre durant la Seconde Guerre mondiale (pendant laquelle il aide des juifs à échapper aux rafles) est très engagé dans le développement du mouvement scout. Il fut même en relation directe avec Robert Baden-Powell,. Revenu de captivité, Jacques Guérin-Desjardins occupe un poste de directeur des ressources humaines chez Peugeot,.
Son grand-père maternel, Albert Nègre, ingénieur de l’École centrale, lui raconte ses voyages en Orient à la fin du XIXe siècle, illustrés par des albums de photos. Une tante, disciple de saint François d’Assise, reçoit le premier swami accueilli en France à l’initiative de Jean Herbert : Swami Siddheswarânanda, ainsi qu’un moine franciscain.
Marié à Denise Desjardins, il est le père de deux enfants, Muriel Massin (née en 1958), épouse de Christophe Massin, et Emmanuel Desjardins (né en 1964),.

### Études et débuts professionnels
Arnaud Desjardins étudie à l’École alsacienne de Paris, puis la philosophie au lycée Henri-IV. Après le baccalauréat, il entre à l’université en droit, et pour un temps à l’École nationale de la France d’outre-mer. En 1941-1942, il veut devenir comédien. Ses parents lui offrent le Cours Simon à la rentrée 1945, à condition qu’il finisse Sciences-Po où il est inscrit depuis deux ans. Il suit les cours mais, ses parents n’approuvant pas, il abandonne cette orientation.
Diplômé de Sciences-Po, il travaille dans une banque mais arrête après un an. Le réalisateur Jean de Marguenat lui offre alors de tenter une expérience auprès de lui. En 1947, il occupe son deuxième emploi au Centre national d’information économique. En juillet 1948, il est embauché comme assistant-réalisateur de Jean Géhret et Jean-Loup Lévy-Alvarez lui apprend le montage.
En 1948, le frère de son ami Olivier Cambessédès l’introduit dans les groupes Gurdjieff, patronnés par Jeanne de Salzmann. Arnaud Desjardins participe aux réunions, sous la houlette de Bernard Lemaître, à partir de mars 1949. Il est alors fiancé à une jeune fille de Mazamet. Mais en juillet 1949, il contracte la tuberculose et les fiançailles sont rompues à l’initiative du père de la jeune fille. Les pasteurs des deux familles ne sont pas intervenus pour empêcher cela : Desjardins y voit de l’immoralité dans la morale protestante[réf. nécessaire] et se détache de ce courant.
Au sanatorium des étudiants à Saint-Hilaire du Touvet dans l’Isère, il lit René Guénon, Râmakrishna, Vivekananda, Romain Rolland, Jean Herbert. La lecture de Guénon est particulièrement décisive dans sa décision de trouver une lignée spirituelle et un maître,. Il fait part à Jean Tourniac dans une lettre vers 1972 de « son unité de pensée dans la respectueuse gratitude à René Guénon ».
Fin 1949, Bernard Lemaître lui offre Fragments d’un enseignement inconnu de Piotr Ouspenski, portant sur l’enseignement de Georges Gurdjieff. Au sein des groupes Gurdjieff, Arnaud Desjardins est en relation avec Denise Marchina (future Denise Desjardins), juive d’origine algérienne, peintre et décoratrice, qu’il épousera le 25 octobre 1956. Ils fréquenteront les groupes Gurdjieff jusqu’en 1965, année de leur rencontre avec Swami Prajnanpad.
En 1951, Arnaud Desjardins entre dans une société d’import-export des Champs-Élysées. Il devient ensuite monteur-stagiaire chez Pathé-Cinéma puis entre à la Radio diffusion française en 1952. Il est l’assistant de Stellio Lorenzi puis de Marcel Bluwal et de Claude Loursais. Homologué réalisateur en 1956, Desjardins travaille avec Pierre Corval au service documentaire, rémunéré au cachet.
En août 1958, il séjourne durant trois semaines à l’abbaye de Bellefontaine placée sous l’autorité de l’abbé dom Emmanuel Courtant. De retour à la vie mondaine, on lui propose de réaliser les émissions chrétiennes du dimanche, dirigées par les dominicains, mais à cause de désaccords[réf. nécessaire], cela ne se fera pas.

### Départ pour l’Inde
Pratiquant le Hatha yoga depuis plusieurs années, il souhaite se perfectionner aux meilleures sources indiennes pour devenir professeur ; il désire également réaliser un film sur la spiritualité en Inde. Lui et Bertrand, son frère cadet, partent pour l’Inde en juillet 1959 en break Peugeot. Ils visitent Ella Maillart en Suisse, dans son chalet de Chandolin, qui leur conseille de rendre visite en priorité à Mâ Ananda Moyî. Ils traversent ensuite l’Italie, la Yougoslavie, la Grèce, la Turquie, l’Arménie, l’Iran, l’Afghanistan et le Pakistan avant d’arriver en Inde.
Arnaud Desjardins poursuit seul, les vacances de son frère étant terminées. Il rencontre pour la première fois un autre Français, Daniel Roumanoff, qui lui donnera l’adresse de Swami Prajnanpad une fois de retour en France (ainsi qu’Olivier Cambessédès, Roland de Quatrebarbes, Frédérick Leboyer, Colette Roumanoff, etc.) à Vrindavan. Il se rend ensuite à l’ashram de Shivananda à Rishikesh puis à l’institut de yoga Lonavla de Bombay où son épouse Denise le rejoint.

#### Mâ Ananda Moyî
Arnaud et Denise Desjardins rencontrent Mâ Ananda Moyî à Bénarès (Varanasi). Des fidèles de son ashram lui permettent de rencontrer un yogi en 1953, qui lui dit une phrase qui le marque : « Ce qu’il vous faut, c’est une structure intérieure. » Dans le film Ashrams, Desjardins déclare que « c’est l’être le plus étonnant qu’il m’ait jamais été donné de rencontrer ».
En 1959, il publie son premier ouvrage : Ashrams ; grands maîtres de l’Inde.
Le film Au cœur secret de l’Inde, monté avec Jacques Delrieu, est prêt en février 1960. Engagé par le directeur de Connaissance du Monde, Arnaud Desjardins l’utilise dans un premier temps comme support pour ses conférences. 2 600 personnes assistent à la première. Le film est diffusé à la télévision à l’automne 1960. François Mauriac le salue par une critique élogieuse.

### Voyage en Afghanistan
En 1960, il se rend en Afghanistan pour y tourner un premier film, Afghanistan, qui séduit le public lors de sa diffusion en 1961. Cette même année, il retourne en Inde avec son épouse bien que les trajets soient difficiles, ainsi que les conditions de séjour. Ils rencontrent Mâ Ananda Moyî, Swami Ramdas – appelé affectueusement « papa » – et passent à Tiruvannamalai, lieu de vie de Ramana Maharshi.
Le film de 1959 est remonté avec les nouvelles prises sous le titre Ashrams, les yogis et les Sages.
En 1962, Desjardins, son épouse et leur fille Muriel partent pour un voyage de onze mois en minibus Volkswagen. Ils séjournent en Afghanistan puis en Inde auprès de Swami Ramdas, Shivananda, Mâ Ananda Moyî. Les films Quand bat le cœur de l’Inde et La route de Kaboul, une fiction documentaire, sont diffusés fin 1963 avec le même succès que les précédents.
En 1964, il publie son deuxième livre, intitulé L’Hindouisme et nous : yoga et spiritualité.

### Le14edalaï-lama et le bouddhisme tibétain
Arnaud Desjardins rencontre Tenzin Gyatso, le 14e dalaï-lama, en 1963 à Mussoorie. Le dalaï-lama est venu y inaugurer une école pour les réfugiés tibétains. Il lui exprime son souhait de faire un film sur le bouddhisme tibétain auprès de maîtres réfugiés dans le Nord de l’Inde après l’invasion du Tibet par les Chinois en 1950 et l’exil du dalaï-lama en 1959. Sonam Togpyal Kazi fait office d’interprète. Après deux minutes de réflexion, le dalaï-lama lui donne l’autorisation.
En 1964, Desjardins obtient un contrat au sein de la nouvelle ORTF. Outre la sécurité financière, ceci lui permet de partir avec des équipements adaptés.
En 1964-1965 est montée une expédition pour deux films consacrés au bouddhisme tibétain dans le Nord de l’Inde et de l’Afghanistan. Arnaud Desjardins rencontre pendant sept mois de grands Rinpochés tibétains nés et formés au Tibet : Kalou Rinpoché, Abo Rinpoché, Sonam Zangpo Rinpoché, le 16e karmapa (Rangjung Rigpe Dorje), Chatral Rinpoché, Kyabjé Dudjom Rinpoché et Kangyour Rinpoché, auprès de qui il dit avoir vécu une expérience spirituelle intense.
À l’issue de ses tournages, il se rend à Dharamsala pour demander au dalaï-lama s’il n’a rien à ajouter. Ce dernier lui déclare : « Quel que soit le respect que vous avez pour les Rinpochés que vous avez rencontrés, ne dites jamais du mal des Chinois. Le feu de la haine ne s’éteint que par l’amour et si le feu de la haine ne s’éteint pas, c’est que l’amour n’est pas assez fort. »
De retour à Paris, Desjardins monte Le message des Tibétains 1 – Le Bouddhisme, et 2 – Le Tantrisme. Ces films sont diffusés en 1966, de même qu’une seconde fiction se déroulant en Afghanistan : Djomma du Nouristan. Le livre Le Message des Tibétains paraît la même année.

### Rencontre de Swami Prajnanpad
En 1965, il éprouve la nécessité d’une voie spirituelle « dans le monde » et d’un maître anglophone avec lequel il puisse s’entretenir sans le truchement d’un traducteur. Il se rend à Channa, près de Ranchi, au Bengale, avec la bénédiction de Mâ Ananda Moyî pour rencontrer Swami Prajnanpad dont il a l’adresse depuis six ans.
Son premier entretien avec Swami Prajnanpad, appelé familièrement par ses disciples « Swâmiji », le marque profondément. Celui-ci enseigne la voie de l’Adhyatma yoga, adaptation de l’Advaïta Védanta. La plupart du temps, il donne les entretiens en position assise (« sittings ») et répond aux questions qui lui sont posées. Ayant étudié avec intérêt la psychanalyse, Swami Prajnanpad pratique également une méthode de « mise au jour du subconscient » en position couchée, les « lyings ». En 1966, Swâmiji se rend en France à l’invitation de ses disciples français – sa venue est également motivée par des problèmes cardiaques.

### Nouvelle expédition en 1967
En 1967, alors qu'une autre expédition est en préparation pour un nouveau film consacré aux Tibétains, le dalaï-lama retire son autorisation. Ce dernier est mécontent car, dans les épreuves de la traduction anglaise de son dernier livre, Desjardins a induit des dissensions entre les écoles du bouddhisme tibétain. L’auteur stoppe toute édition et sollicite une audience pour s’expliquer.
La famille Desjardins repart au complet, récupérant la Land Rover laissée à Kaboul au retour du premier voyage. Le dalaï-lama reçoit Desjardins à Dharamsala pour examiner avec lui la traduction anglaise du livre. Cela fait, il lui renouvelle son autorisation de filmer. Plus tard, de passage à Paris, le dalaï-lama lui nouera une écharpe autour du cou « en signe d’amitié indéfectible ».
Le voyage comprend le Sikkim, le Bhoutan et une visite au Karmapa. En juin, Desjardins séjourne auprès de Swami Prajnanpad mais supporte très difficilement le travail qu’il lui impose. Swami Prajnanpad lui dit que s’il peut lui consacrer trois mois, seul, alors il pourra faire quelque chose pour lui. Arnaud Desjardins décline et part pour l’Afghanistan rencontrer de grands maîtres soufis, parmi lesquels Khalifa Saheb, le cheikh Samar-Oud-Din et Soufi Saheb de Maïmana. Ce dernier lui enjoint de retourner auprès de Swami Prajnanpad, ce qu’il fait, pour une mise au jour du subconscient de trois mois et demi.

### Alexandra David-Néel
En 1963, le 14e dalaï-lama lui demande s’il a connaissance de la personne et de l’œuvre d’Alexandra David-Néel. Cela le conduit à tenter d’entrer en contact avec l’exploratrice. L’occasion lui en sera donnée par une émission pour la deuxième chaîne de l’ORTF, L’invité du dimanche, consacrée à Desjardins : il choisit comme témoignage celui d’Alexandra David-Néel qu’il a lui-même filmée au cours d’une visite de deux jours à Digne où elle venait de fêter son centenaire. Il rencontre également à cette occasion Marie-Madeleine Peyronnet.
D’un long enregistrement, seuls 12 minutes sont diffusées à l’antenne, où elle l’appelle « cher camarade » – tous deux sont membres de la Société des explorateurs français. Desjardins garde le souvenir de son humour et de son érudition en matière de bouddhisme. C’est le seul entretien qu’Alexandra David-Néel ait jamais accordé.

### Bouddhisme Zen
Taisen Deshimaru, maître Zen chargé d’en promouvoir le développement en Europe, contacte Arnaud Desjardins après avoir vu ses films sur le bouddhisme tibétain. Il lui propose de s’intéresser aussi au bouddhisme au Japon. En 1970 et début 1971, Arnaud Desjardins tourne deux films sur cette tradition : Zen ici et maintenant et Zen partout et toujours, diffusés sur la deuxième chaîne de l’ORTF, en 1971. Taisen Deshimaru dit de Desjardins qu’il est son seul ami.

### Disciple de Swami Prajnanpad
En 1968, 1970, 1972, Arnaud Desjardins publie la trilogie (reprise par la suite en un seul volume) Les Chemins de la Sagesse, autour de l’enseignement de Swami Prajnanpad.
En 1971, Desjardins vit un ultime « effondrement libérateur » lorsque Swami Prajnanpad lui dit, en réponse à une de ses questions : « Oui, Arnaud : être, c’est être libre d’avoir. » Il finit par répondre « Oui, d’accord ! »[réf. nécessaire]
En 1972, Swami Prajnanpad, qui lui avait dit qu’il ne le quitterait pas « jusqu’à ce que vous teniez debout sur vos propres pieds », l’incite à s’engager dans la transmission : « Arnaud, vous devez parler à deux millions de personnes à la télévision ou à deux mille dans une salle de conférences ou à deux dans votre demeure mais votre vraie nature est de témoigner et de donner. »
En 1974, Arnaud Desjardins refuse le poste d’encadrement qui lui est proposé à la télévision, alors que sont diffusés ses derniers films : Soufis d’Afghanistan, 1 – Maître et disciple ; 2 – Au cœur des confréries.

### Relation avec Dalida
Arnaud Desjardins entretient une liaison avec la chanteuse Dalida de 1969 à 1972, au grand dam de son épouse Denise qui a déjà souffert de ses nombreuses infidélités. Au cours d’une interview télévisée, Arnaud Desjardins donne la parole à Dalida en 1969, deux ans après sa tentative de suicide.
Swami Prajnanpad ne l’encourage pas et le dissuade fermement de divorcer : « Un père ne divorce pas. ». Dalida s’entretient elle-même à une trentaine de reprises avec Swami Prajnanpad. Elle relance sa carrière dans ce contexte. Le frère de Dalida, Bruno, aurait déclaré à Desjardins : « Ma sœur te doit quinze années de vie en plus. »[réf. nécessaire]

## Lieux d’accueil

### Le Bost
Arnaud Desjardins, son épouse Denise et plusieurs bénévoles ouvrent un centre de taille modeste et isolé près de Saint-Gervais-d’Auvergne, dont ils conservent le nom du lieu-dit : le Bost. Comme le lieu ne possède que six chambres, Desjardins doit décourager les candidatures. Le principe de financement est le don libre.
Le Bost reçoit la visite de Dilgo Khyentse Rinpoché et de Matthieu Ricard le 8 janvier 1976, et du 16e Karmapa Rangjung Rigpe Dorje en novembre 1977.
En 1983, après que la santé de Desjardins a été temporairement atteinte par la suractivité liée à l’animation et à la gestion du centre, le Bost est fermé (c’est, depuis son achat en octobre 1983, devenu le centre bouddhiste Dhagpo Kundreul Ling).
Arnaud Desjardins dit ne pas avoir l’intention d’écrire d’autres livres. Il finira par le faire après avoir jugé ses propos déformés[réf. nécessaire] et afin de communiquer avec tous ceux qu’il ne peut rencontrer en personne.

### Font d’Isière
En 1983, son association s’installe à Font d’Isière, près d’Uzès dans le Gard. Seize visiteurs peuvent y être accueillis. Le système des séjours remplace celui des pensionnaires et invités. Denise Desjardins se retire. En 1986, Véronique Loiseleur devient la compagne d’Arnaud Desjardins ; ils se marient en 1996.
Ce lieu reçoit la visite de Mata Amritanandamayi, Cheikh Khaled Bentounès, Jacques Castermane, Lee Lozowick (par le truchement de Yvan Amar et Gilles Farcet) ainsi que de grands lamas tibétains.
Arnaud Desjardins y accueille aussi Mata Amritanandamayi (surnommée Amma) en 1991.

### Hauteville
En 1995, devant les demandes croissantes, l’association se transporte sur un domaine de 170 hectares à Hauteville, Saint-Laurent-du-Pape, en Ardèche, où elle réside toujours. Lee Lozowick s’y rendait tous les ans pour des entretiens. De nombreuses personnalités y sont reçues, dont Chandra Swami, Matthieu Ricard, Lama Denys, Stephen Jourdain, Yvan Amar.
Arnaud Desjardins s’implique progressivement moins dans les activités journalières, suppléé par des collaborateurs. Mais, outre les méditations guidées et quelques entretiens journalistiques, radiophoniques ou télévisés, il continue d’organiser des rencontres d’échanges entre diverses traditions spirituelles, des entretiens au Québec et au Mexique et de publier des livres sur les approches spirituelles qu’il enseigne.
Outre Véronique Desjardins et Emmanuel Desjardins, ses collaborateurs les plus connus sont Éric Edelmann, Sophie Edelmann, Alain Bayod, André Rochette, Olivier Humbert, Daniel Morin, Thierry Martin et Gilles Farcet.
Arnaud Desjardins meurt à La Tronche le 10 août 2011 vers 23 heures.

### Œuvre personnelle
- Ashrams, Grands Maîtres de l'Inde, Paris, La Palatine, 1962 ; Albin Michel, 1982, réed. 2002 et 2007  (ISBN 978-2226178213)
- Yoga et Spiritualité, L'Hindouisme et Nous, Paris, La Palatine, 1964
- Le Message des Tibétains, Paris, La Table ronde, 1966
- Les Chemins de la Sagesse (tomes I, II, III), Paris, La Table ronde, 1968, 1970 et 1972
- Huit entretiens avec Arnaud Desjardins (interview de Pierre Gisling pour la Télévision suisse romande), Lausanne, Éditions de La Tour Lausanne, 1971
- Monde moderne et Sagesse ancienne, Paris, La Table ronde, 1973
- Adhyatma Yoga, À la Recherche du Soi I, Paris, La Table ronde, 1977  (ISBN 978-2266203005)
- Le Védanta et l'Inconscient, À la Recherche du Soi III , Paris, La Table ronde, 1979  (ISBN 978-2266203029)
- Au-delà du moi, À la Recherche du Soi II, Paris, La Table ronde, 1979
- Tu Es Cela, À la Recherche du Soi IV, Paris, La Table ronde, 1979  (ISBN 978-2266203036)
- Un Grain de Sagesse, Paris, La Table ronde, 1983  (ISBN 978-2710300717)
- Pour une Mort sans Peur, Paris, La Table ronde, 1983  (ISBN 978-2710304944)
- Rencontre avec Arnaud & Denise Desjardins - Actes du colloque Institut Karma-Ling des 16, 17, 18 juillet 1984, Prajna
- Pour une Vie Réussie, un Amour Réussi, Paris, La Table ronde, 1985  (ISBN 978-2266223409)
- Filigrane Vol. 1 - Entretiens avec Arnaud Desjardins et Christian Charrière, Argel, 1986
- Le Baladin et la Sagesse (avec Jean-Pierre Calvet), Paris, La Table ronde
- La Voie du Cœur, Paris, La Table ronde, 1987  (ISBN 978-2266179720)
- L'Audace de Vivre, Paris, La Table ronde, 1989  (ISBN 978-2266224123)
- Approches de la Méditation, Paris, La Table ronde, 1989  (ISBN 978-2266177559)
- En Relisant les Évangiles (avec Véronique Loiseleur), Paris, La Table ronde, 1990
- La Voie et ses Pièges, Paris, La Table ronde, 1992  (ISBN 978-2710305378)
- Confidences impersonnelles (Entretiens avec Gilles Farcet), Paris, Critérion, 1991 ; réed. Albin Michel, 1994
- Zen et Védanta, Paris, La Table Ronde, 1995  (ISBN 978-2710306726)
- Dialogue à Deux Voies (avec Lama Denis Teundroup), Paris, La Table ronde, 1993
- L'Ami Spirituel (avec Véronique Loiseleur), Paris, La Table ronde, 1996  (ISBN 978-2290040058)
- Regards Sages sur un Monde Fou (Entretiens avec Gilles Farcet), Paris, La Table ronde, 1997
- Arnaud Desjardins - Textes recueillis par Marc de Smedt, Question de no 111, Albin Michel, 1998  (ISBN 2-226-09588-8)
- La conversion intime, l'intégrale des entretiens Noms de Dieux d'Edmond Blattchen, Alice, 2000  (ISBN 978-2930182292)
- Arnaud Desjardins au Québec, Montréal, Stanke, 2002
- Retour à l'Essentiel, Paris, La Table ronde, 2002  (ISBN 978-2266220743)
- La transmission spirituelle – Textes recueillis par Yvan Amar, Du Relié, 2003
- Les formules de Swâmi Prajnanpad - Commentées par Arnaud Desjardins, La Table ronde, 2003
- Premiers pas vers la Sagesse, Collection Librio-Spiritualité no 661, Librio, 2004  (ISBN 978-2290340769)
- Bienvenue sur la Voie, Paris, La Table ronde, 2005  (ISBN 978-2266171618)
- Lettres à une jeune disciple, Paris, La Table ronde, 2006  (ISBN 978-2710329077)
- Spiritualité. De quoi s'agit-il? (avec Emmanuel Desjardins), Paris, La Table ronde, 2009  (ISBN 978-2710331124)
- La Traversée vers l'autre rive (avec Véronique Desjardins), Paris, Accarias / L'Originel, 2010
- Oui, chacun de nous peut se transformer (avec Jean-Louis Cianni), Paris, Albin Michel, 2010
- La paix toujours présente, Paris, La Table ronde, 2011  (ISBN 978-2710367642)
- L’Orient intérieur (en collectif[24]) : Paris, Albin Michel, 1991 (ISBN 978-2226105332)

### Monographies
- Jacques Mousseau, Arnaud Desjardins - L’ami spirituel, Paris, Perrin, 2002
- Emmanuel Desjardins, Récit d’un itinéraire spirituel - Entretiens avec Arnaud Desjardins, DVD, Alizé Diffusion, 2008
- Gilles Farcet, Arnaud Desjardins, ou l’Aventure de la Sagesse, Paris, La Table Ronde, 1990
- Gilles Farcet, La Transmission selon Arnaud Desjardins, Gordes, Du Relié, 2009

## Filmographie
- Tous ces documentaires sont consultables en ligne (voir références).

### Œuvre personnelle

#### Hindouisme
- Ashrams, 1959 : tout au long de ce film, Arnaud Desjardins nous offre le darshan de Swami Sivananda, de Mâ Anandamayi, de Mataji Krishnabaï et de Swami Ramdas[25].

#### Bouddhisme tibétain
- Le Message des Tibétains : Le Bouddhisme (première partie), 1966[26].
- Le Message des Tibétains : Le Tantrisme (deuxième partie), 1966[27].

Dans ce documentaire en deux parties, Arnaud Desjardins part à la découverte des pratiques et rites traditionnels tibétains et rencontre le Dalaï Lama ainsi que les grands maîtres spirituels du bouddhisme et du tantrisme. Sonam Togpyal Kazi, écrivain et traducteur spécialiste du Dzogchen, a supervisé certains aspects du montage de ces films.
- Himalaya, Terre de Sérénité : Le Lac des Yogis (première partie), 1968[28].
- Himalaya, Terre de Sérénité : Les Enfants de la Sagesse (deuxième partie), 1968[29].

Cette fois, l'auteur capte la présence et les bénédictions de plusieurs grands maîtres tibétains. Diffusés en 1968 après les événements de mai, ces documentaires ont un énorme impact sur le public. Interviewé par André Voisin, Arnaud Desjardins apparaît physiquement à l’écran. Il se lie d’amitié avec Alan Watts. Jouissant alors d’une importante notoriété, il est invité dans de nombreuses émissions de radio à succès. Il reprend les conférences Connaissance du Monde salle Pleyel et obtient le prix Pierre Mille pour l’ensemble de son œuvre.

#### Bouddhisme Zen
- Zen : Ici et maintenant (première partie), 1971[30].
- Zen : Partout et toujours (deuxième partie), 1971[31].

Dans la première partie de ce documentaire, Arnaud Desjardins, guidé par le maître zen Taisen Deshimaru, visite tout d’abord des monastères japonais des trois ordres du zen (Soto, Obaku et Rinzai) et filme les rites et cérémonies rythmant le quotidien des moines, tandis que la deuxième partie révèle l'influence de la pratique du zen sur la vie quotidienne japonaise dans de nombreux domaines (université, travail, médecine, sport).

#### Soufisme
- Soufis d’Afghanistan : Maître et Disciple (première partie), 1974[32].
- Soufis d’Afghanistan : Au Cœur des Confréries (deuxième partie), 1974[33].

Document sur ce que fut la culture traditionnelle de l'Islam en Afghanistan avant qu'il ne connaisse les luttes idéologiques et la guerre civile, ce film en deux parties témoigne des aspects profonds et essentiels de la dimension spirituelle de cette religion.

### Interviews d’Arnaud Desjardins
- Récit d'un itinéraire spirituel[34],[35]. Tout au long d'une interview de près de deux heures, Arnaud Desjardins se confie à son fils Emmanuel en évoquant son parcours de chercheur spirituel : son enfance et sa jeunesse difficile, les groupes Gurdjieff, son expérience des monastères chrétiens et ses voyages en Asie à la découverte de l'hindouisme et du bouddhisme ainsi que sa rencontre avec Swami Prajnanpad qui deviendra son maître (2009).
- Sagesses bouddhistes : émission consacrée à Arnaud Desjardins (2009)[36],[37].
- Radioscopie : Arnaud Desjardins interviewé par Jacques Chancel (1977)[38].

## Podcasts
- Bienvenue sur la Voie : quelle voie choisir parmi la pluralité des chemins spirituels[39] ?
- La transformation de soi avec Arnaud Desjardins : émission Les Racines du ciel (France Culture, 25 mai 2010)[40].
- Découvrir notre réalité profonde : Arnaud Desjardins interviewé par Marc de Smedt[41].